# 653 هـ
653 هـ هي سنة في التقويم الهجري امتدت مقابلةً في التقويم الميلادي بيْن سنتي 1255 و1256.

## أحداث
- افتتاح المدرسة البشيرية (بغداد) في بغداد والتي بنيت من قبل زوجة الخليفة العباسي المستعصم بالله والمعروفة بباب بشير.

## مواليد
- أبو بكر بن عمار
- إبراهيم الدسوقي